# دارکوب‌های سیاه
دارکوب‌های سیاه (نام علمی: Dryocopus) سرده‌ای از دارکوب‌های تنومند است که معمولاً ۳۵ تا ۴۵ سانتی‌متر طول دارند. نمایندگانی در آمریکای شمالی و جنوبی، اروپا و آسیا دارد. برخی از گونه‌های آمریکای جنوبی در معرض خطر هستند. اعتقاد بر این بود که این گونه نزدیک به سردهٔ آمریکایی نوک‌عاجی‌ها است، اما بخشی از دودمان کاملاً متفاوت دارکوب‌ها است.
زیستگاه زادآوری آنها مناطق جنگلی با درختان بزرگ است، جایی که آنها در یک حفره بزرگ در یک درخت مرده یا یک بخش مرده از یک درخت لانه می‌کنند. آنها ممکن است هر سال یک حفره جدید بکنند و زیستگاهی برای دیگر پرندگان بزرگ ایجاد کنند. ساکنان دائمی غیرمهاجر هستند.
آنها عمدتاً با پوشش سیاه و با رنگ قرمز روی تاج سر هستند که اغلب به صورت کاکل هستند. بیشتر گونه‌ها دارای بخش‌هایی از پرهای سفید مخصوصاً روی سر هستند و برخی دیگر دارای نشانه‌های قرمزرنگ اضافی در چهره هستند.
این سرده شش گونه دارد.
| نگاره | نام علمی           | نام رایج        | پراکندگی                                                                               |
| ----- | ------------------ | --------------- | -------------------------------------------------------------------------------------- |
|       | Dryocopus lineatus | دارکوب خطدار    | مکزیک از جنوب تا شمال آرژانتین و ترینیداد                                              |
|       | Dryocopus pileatus | دارکوب کاکل‌دار  | شرق آمریکای شمالی، دریاچه‌های بزرگ، جنگل‌های شمال کانادا و بخش‌هایی از سواحل اقیانوس آرام |
|       | Dryocopus schulzii | دارکوب پیکرسیاه | آرژانتین، بولیوی و پاراگوئه                                                            |
|       | Dryocopus javensis | دارکوب شکم‌سیاه  | شبه قاره هند و جنوب شرق آسیا                                                           |
|       | Dryocopus hodgei   | دارکوب آندامان  | جزایر آندامان در هند                                                                   |
|       | Dryocopus martius  | دارکوب سیاه     | در سراسر اروپا، به استثنای بریتانیا، ایرلند و شمال اسکاندیناوی                         |